# Сумаре, Исса
Исса́ Сумаре́ (фр. Issa Soumaré; род. 10 октября 2000, Подор, Сенегал) — сенегальский футболист, нападающий клуба «Гавр».

## Клубная карьера
В августе 2019 года перешёл во французский «Орлеан». Дебютировал в Лиге 2 в матче 13-го тура с «Кан». В Кубке Франции дебютировал 16 ноября 2019 года в матче с ФК «Вильмомбль». В 2020 году клуб вылетел в Чемпионат Насьональ. Там Исса отметился дебютным голом в ворота «Бастии-Борго». 
В августе 2021 года стал игроком «Беерсхота». Дебютировал в Про-Лиге 15 августа 2021 года в матче со «Стандардом», заменив Фредерика Франса. Дебютный мяч за бельгийский клуб забил в ворота «Остенде». В Кубке Бельгии снова сыграл против «Стандарда». 
В январе 2022 года отправился в аренду в «Кевийи Руан». Дебютировал за клуб в Лиге 2 в матче с «Греноблем». 